# Amor mio/Capirò (I'll Be Home)
Amor mio/Capirò (I'll Be Home) è il 107° singolo di Mina, pubblicato a inizio maggio del 1971 su vinile a 45 giri dalla PDU e distribuito dalla EMI Italiana.

## Descrizione
Terza pubblicazione incentrata su un brano scritto dall'accoppiata Battisti - Mogol, che anticipa l'album Mina di fine anno.
La foto della copertina, che ritrae la cantante accovacciata accanto al celebre quadro di Magritte "Il figlio dell'uomo", è stata scattata sul set del Carosello Barilla, con la regia di Valerio Zurlini, che utilizza la canzone Viva lei.
Stampato e distribuito in Germania nel 1971 con copertina diversa (EMI Columbia C006 92629).
Per il disco Paolo Limiti realizza due clip promozionali, ma solo quello di Amor mio verrà trasmesso nel corso della trasmissione televisiva Milledischi nell'agosto del 1971.
Arrangiamenti, orchestra e direzione d'orchestra: Gian Piero Reverberi, tecnico del suono: Nuccio Rinaldis.

## Successo e classifiche
L'estate del 1971 afferma Battisti come personaggio di spicco nelle vendite e nei gusti musicali italiani del periodo. Il singolo di Mina, proprio per il brano di cui Battisti è autore, è in classifica secondo solo a Pensieri e parole, costantemente in prima posizione, di cui l'autore è anche interprete. Senza considerare che nello stesso momento entra in graduatoria anche Amore caro, amore bello, altra canzone di Battisti, questa volta affidata a Bruno Lauzi.
| Classifica 1971 | Posizione | Settimane |
| --------------- | --------- | --------- |
| 5 giugno        | 10        | 1         |
| 12 giugno       | 5         | 1         |
| 19 giugno       | 4         | 1         |
| 26 giugno       | 3         | 1         |
| 3 luglio        | 4         | 1         |

| Classifica               | Posizione | Settimane |
| ------------------------ | --------- | --------- |
| 10 luglio - 28 agosto    | 3         | 8         |
| 4 - 11 settembre         | 5         | 2         |
| 18 settembre - 2 ottobre | 7         | 3         |
| 9 ottobre                | 10        | 1         |

Sei mesi tra le prime venti canzoni, quattro fra le prime 5 e tre consecutivi sul podio, fanno del disco il terzo singolo per vendite del 1971.

## Amor mio
Valorizzata dall'arrangiamento di Gian Piero Reverberi e dalla vocalità di Mina, questa melodia tra pop e soul bianco di Battisti, è certamente uno dei più grandi successi della cantante.
Lo stesso anno è stata inserita nell'album Mina, contribuendo al suo successo.
Comparirà poi nell'antologia monografica Mazzini canta Battisti del 1994, per far parte nel tempo di tutte le principali raccolte riguardanti l'artista.
Il video integrale dell'esibizione in diretta durante seconda puntata di Teatro 10 (trasmessa il 18 marzo 1972), è contenuto nel DVD Gli anni Rai 1968-1972 Vol. 2, che fa parte di un cofanetto monografico in 10 volumi pubblicato da Rai Trade e GSU nel 2008, e su quello nella confezione I miei preferiti (Gli anni RAI) del 2014, che sul CD allegato riporta anche la traccia audio del pezzo.
Con lo stesso titolo e il testo di Augusto "C. Mapel" Algueró, Mina ha inciso anche la versione in spagnolo. Pubblicata inizialmente solo per i mercati latini, compare la prima volta in Italia nella raccolta Colección latina del 2001 e dieci anni dopo in Yo soy Mina (2011). L'edizione contenuta in queste antologie, così come accade per Juntos (traduzione e adattamento di Insieme), presenta i cori in lingua originale (italiano) e pertanto risulta più lunga di una decina di secondi. Nel 1972 la canzone è stata interpretata in lingua inglese da Johnny Dorelli, per il mercato internazionale, con il titolo I'm a Believer.
La cantante russa Svetlana Tchernykh ha inciso la versione in russo dal titolo Любимый мой.

## Capirò
Franca Evangelisti adatta in italiano il testo di I'll Be Home, canzone di Randy Newman, portata al successo da Harry Nilsson ed interpretata anche da Lorraine Ellison, Mama Cass Elliott, Mathilde Santing e Barbra Streisand. Il 45 giri del 1971 che contiene Amor mio, ospita sul lato B il brano Capirò.

## Tracce
Lato A
1. Amor mio – 4:46 (testo: Mogol – musica: Lucio Battisti; edizioni musicali Acqua Azzurra/PDU)

Lato B
1. Capirò (I'll Be Home) – 2:55 (testo: Franca Evangelisti – musica: Randy Newman; edizioni musicali RCA/PDU)